# Wahlenbergia androsacea
Wahlenbergia androsacea är en klockväxtart som beskrevs av Alphonse Pyrame de Candolle.
Wahlenbergia androsacea ingår i släktet Wahlenbergia och familjen klockväxter. Inga underarter finns listade i Catalogue of Life.